# Alexander Mackenzie
Alexander Mackenzie (Stornoway, 1764 – Dunkeld, 11 marzo 1820) è stato un esploratore britannico.

## Biografia
Nacque a Luskentyre House a Stornoway sull'isola di Lewis e Harris nell'arcipelago delle isole Ebridi terzo dei quattro figli di Kenneth 'Corc' Mackenzie (1731-1780) e di sua moglie Isabella MacIver che morì quando Alexander era ancora piccolo.
Intorno al 1770 e negli anni successivi l'isola di Lewis attraversò un periodo di crisi economica e nel 1774 Kenneth Mackenzie, insieme a due sorelle, decise di raggiungere il fratello a New York. Pochi mesi dopo il loro arrivo scoppiò la guerra d'indipendenza, Kenneth e il fratello John si arruolarono nel King’s Royal Regiment of New York, un reggimento lealista guidato da John Johnson.
Il giovane Alexander, lasciato alle cure delle zie, venne allontanato da New York per questioni di sicurezza (era figlio di un lealista) e portato prima nella tenuta di John Johnson e nel 1778 a Montréal dove frequentò le scuole. Nel 1779, un anno prima della morte del padre a Carleton Island, Alexander ottenne un posto da apprendista presso la FifFvy, Gregory & Co., una delle più influenti compagnie di commercio di pelli di Montréal che nel 1787 si fuse con la North West Company.

### 1789: la prima spedizione - Il fiume Mackenzie
Nel 1787 Mackenzie trascorse l'inverno sulle rive del Lago Athabasca insieme a Peter Pond, uno dei soci della North West Company, quest'ultimo si era convinto che il grande fiume che partiva dal Grande Lago degli Schiavi si dirigesse verso ovest per entrare nella baia di Cook, nell'Oceano Pacifico offrendo un'ottima opportunità per espandere il commercio di pelli fino al Pacifico. Mackenzie, che era destinato a sostituire Pond nelle attività nella regione si decise a partire ed il 3 giugno 1789 lasciò Fort Chipewyan, sulle rive del lago Athabasca, a bordo di alcune canoe e accompagnato da guide indigene per dirigersi verso il Grande Lago degli Schiavi alla ricerca del passaggio a nord-ovest. 
Il 29 giugno individuarono l'imboccatura del fiume, lo percorsero per 300 miglia sempre verso ovest quando il percorso virò bruscamente verso nord per non cambiare più direzione. Mackenzie perse via via l'entusiasmo ma proseguì fino ad accamparsi il 14 luglio su un'isola chiamata Whale Island (l'attuale isola di Garry) poco lontana dall'estuario del fiume. Ripercorso in senso contrario quello che Mackenzie chiamò Disappointment River, in uno dei frequenti contatti con gli indigeni venne a sapere dell'esistenza di un altro lungo fiume che, secondo l'opinione dei locali, si dirigeva verso ovest, era lo Yukon che in effetti si dirige nell'Oceano Pacifico.
Rientrarono a Fort Chipewyan il 12 settembre 1789. In seguito il fiume venne chiamato Mackenzie in suo onore.

### 1792-93: la spedizione sul fiume Peace e l'Oceano Pacifico

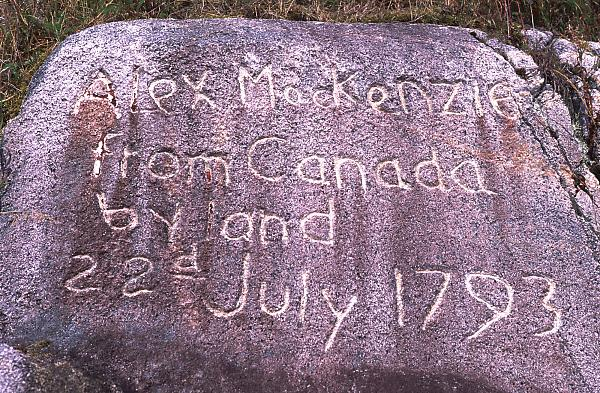
La pietra con incisa data dell'arrivo sul Pacifico

Rientrò in Canada nell'aprile del 1792 e tornò a Fort Chipewyan con l'idea di tentare nuovamente la ricerca di un fiume diretto ad ovest. Le poche informazioni sulla conformazione dei territori ad ovest delle Montagne Rocciose arrivavano dagli indigeni che occasionalmente facevano tappa a Fort Chip e che raccontavano di ostilità fra tribù, canyon ripidi, rapide e fiumi pericolosi, tutte informazioni alle quali Mackenzie dette ben poco credito.
In questo secondo viaggio verso ovest Mackenzie intendeva seguire il corso del fiume Peace fino alla sua sorgente, superare lo spartiacque continentale e cercare, sull'altro lato dello spartiacque, un fiume diretto verso il Pacifico.
Nell'ottobre del 1792 lasciò Fort Chipewyan seguendo il corso del Peace con l'idea di costruire un avamposto dove trascorrere l'inverno e che chiamò Fort Fork situato alla confluenza di due fiumi, lo Smoky river e il fiume Peace. Partì da Fort Fork e il 9 maggio del 1793 accompagnato da Alexander MacKay suo vice, due guide indigene e altre sei persone.
La scelta dei compagni di viaggio non fu felice, oltre alle numerose difficoltà che presentava il percorso dovette anche far fronte alle continue proteste dei suoi compagni che volevano interrompere l'impresa. A fine maggio aveva raggiunto la confluenza fra i fiumi Parsnip e Finlay, su consiglio di un indigeno decise di risalire il primo, il viaggio si fece ancora più arduo, in giugno discesero il fiume McGregor e raggiunsero il Fraser del quale era, fino a quel momento, ignota l'esistenza, il 21 giugno raggiunsero un villaggio indiano (in una località che in seguito sarebbe stata chiamato Fort Alexandria in suo onore), gli indigeni sconsigliarono di proseguire lungo il fiume Fraser e suggerirono di tornare indietro e seguire un percorso via terra lungo la valle del West Road river, questo percorso era noto da tempo agli indigeni che lo usavano per il commercio di grasso di pesce candela.
Il 17 luglio discesero la vallata del fiume Bella Coola dove furono accolti dall'omonima tribù di nativi, due giorni dopo arrivarono alla foce del fiume ed entrarono nel Dean Channel, qui Mackenzie fece un'iscrizione su una pietra che venne in seguito scolpita. L'area venne esplorata in modo molto sommario, solo due mesi prima la baia era stata raggiunta da George Vancouver che aveva esploso alcuni colpi di fuoco verso i nativi che quindi avevano un atteggiamento ostile verso i nuovi arrivati. Il gruppo rientrò a Fort Chip il 24 agosto 1793 dopo aver percorso una distanza complessiva di 2300 miglia.

### Il rientro
Mackenzie rimase in Canada fino al 1799, continuò ad occuparsi di commercio di pellami cercando di promuovere un accordo fra le principali compagnie del settore. Cambiò società nel 1795 ma dopo pochi anni entrò in disaccordo con i soci principali e decise improvvisamente di rientrare a Londra. Nel 1801 venne pubblicato il suo resoconto di viaggio Voyages from Montreal, on the River St. Laurence, Through the Continent of North America, to the Frozen and Pacific Oceans; In the Years 1789 and 1793, nel 1802 Mackenzie venne nominato cavaliere da Giorgio III.
Il 12 aprile 1812 annunciò le sue nozze con Geddes Mackenzie, figlia di George Mackenzie, uno scozzese trasferito a Londra e morto nel 1809, la giovane moglie aveva soli 14 anni, Mackenzie 48. Comprò la tenuta ad Avoch, ereditata dalla moglie e sua sorella. La coppia soleva trascorrere il tempo fra Londra e Avoch, nel 1816 nacque una figlia seguita da altri due figli nel 1818 e nel 1819. In questi anni la salute di Mackenzie peggiorò rapidamente, nel gennaio 1820 si recò a Edimburgo per un consulto medico ma morì durante il viaggio di ritorno nei pressi di Dunkeld. 
La tenuta di Avoch bruciò nel 1833 e con essa tutti i documenti e gli appunti di viaggio di Mackenzie.

## Pubblicazioni
- 1801 - Voyages from Montreal, on the River St. Laurence, Through the Continent of North America, to the Frozen and Pacific Oceans; In the Years 1789 and 1793